# Fyrhörning
"Fyrkant" omdirigerar hit. För andra betydelser, se Fyrkant (olika betydelser).

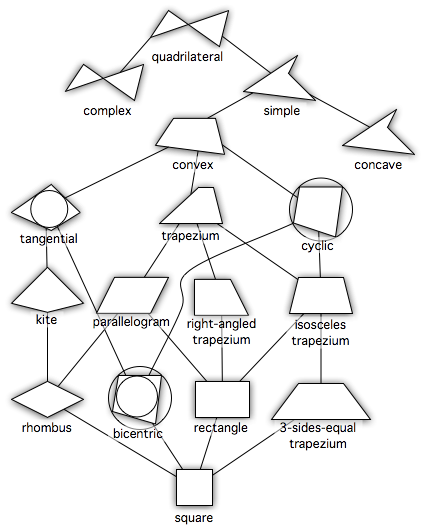
Diagram över olika typer av fyrhörningar.

Fyrhörning, fyrkant, tetragon eller kvadrangel (av latin: quadrangulum) är en fyrsidig polygon och en av de grundläggande geometriska formerna. En fyrhörning begränsas av fyra räta linjer vars skärningspunkter bildar fyrhörningens hörn.
Arean hos en fyrhörning kan beräknas genom att dra en diagonal och beräkna arean av de två då uppkomna trianglarna.
Vinkelsumman i en fyrhörning är 360°.

## Typer
Några olika namngivna typer av fyrhörningar är:
- Rektangel – rätvinklig fyrhörning
- Kvadrat – rätvinklig fyrhörning med lika långa sidor
- Parallellogram – fyrhörning med parallella motsidor
- Romb – diagonalt rätvinklig fyrhörning med lika långa sidor
- Parallelltrapets – fyrhörning med två parallella motsidor
- Drake – diagonalt rätvinklig fyrhörning med två olika par av kongruenta närliggande sidor
- Cyklisk fyrhörning – fyrhörning som kan inskrivas i en cirkel
- Tangentfyrhörning – fyrhörning i vilken en cirkel kan inskrivas